# Campoplex maculifemur
Campoplex maculifemur là một loài tò vò trong họ Ichneumonidae.